# معهد باريس متعدد التقنيات
معهد باريس متعدد التقنيات (بالفرنسية: Institut polytechnique de Paris
)‏ هو معهد تكنولوجي حكومي يقع في باليزو، فرنسا. ويتكون من ست المدارس الكبيرة للهندسة: المدرسة متعددة التقنيات، والمدرسة الوطنية العليا للتقنيات المتقدمة [الإنجليزية]، والمدرسة الوطنية للإحصاء والإدارة الاقتصادية [الإنجليزية]، والمدرسة الوطني للجسور والطرق، ومدرسة الاتصالات في باريس ومدرسة الاتصالات بجنوب باريس [الإنجليزية].
بالتعاون مع جامعة باريس-ساكلي، يعد معهد البوليتكنيك في باريس جزءًا من مشروع باريس-ساكلي، وهو حرم أكاديمي يركز على الأبحاث وهو تجمع للأعمال قيد التطوير على هضبة ساكلاي بالقرب من باريس. يضم المشروع العديد من مدارس الهندسة ومراكز الأبحاث التي تعد جزءًا من أفضل منظمات الأبحاث العالمية في مجالات مختلفة.
تأسست الجامعة التكنولوجية حول مدرسة البوليتكنيك، واحدة من المدارس العليا الأكثر احتراماً وانتقائية في فرنسا. ومن بين خريجيها ومعلميها خمسة من الحائزين على جائزة نوبل، واثنين من الحائزين على ميدالية فيلدز، وثلاثة رؤساء لفرنسا والعديد من الرؤساء التنفيذيين للشركات الفرنسية والعالمية.

## التاريخ
بعد الحرب العالمية الثانية، كان النمو السريع للفيزياء والكيمياء النووية يعني أن حاجة الأبحاث إلى المزيد والمزيد من المسرعات القوية، الأمر الذي يتطلب مساحات كبيرة. بحثت جامعة باريس والمدرسة العليا العادية وكلية فرنسا عن مكان في جنوب باريس بالقرب من أورسيه. وفي نهاية المطاف أصبح فرع أورسيه التابع لجامعة باريس جامعة مستقلة، أطلق عليها اسم جامعة باريس الجنوبية. في عام 1976، انضمت مدرسة البوليتكنيك إلى المنطقة، بالانتقال من وسط باريس إلى باليزو. انضمت معاهد أخرى إلى المنطقة في العقود التالية، وأبرزها مدرسة الأساتذة العليا باريس-ساكلي، ومدرسة الاتصالات بباريس، وإنستا بصفتها جزء من مشروع باريس-ساكلي، وهو جهد وطني لإعادة تجميع أنشطة البحث والأعمال.
في عام 2015، جمعت هذه المعاهد معًا في مجتمع جامعي (ComUE) يسمى جامعة باريس ساكلي. وكان الهدف هو أن الاعتراف بها ككيان ذي حجم وجودة كافيين، وأن تصبح جامعة فرنسية رفيعة المستوى تركز على الأبحاث. وستظل كل مؤسسة عضو مستقلة ولكنها ستتقاسم جزءًا كبيرًا من الموارد الحالية والمستثمرة حديثًا. ويتبع هذا نموذجًا مشابهًا للنموذج الذي تبنته جامعة أكسفورد وكامبريدج، حيث تحتفظ كل كلية مكونة باستقلالها أثناء تجميعها تحت كيان " جامعة ".
في مواجهة الخلافات بين أعضائها (مدارس الهندسة مقابل الجامعات، وزارة الدفاع الفرنسية مقابل وزارة التعليم العالي )، اقترحت جامعة باريس الجنوبية تحويل نفسها إلى جامعة باريس ساكلي في عام 2017، مع ربط مدارس الهندسة فقط بالمؤسسة المستقبلية. في 25 أكتوبر 2017، أعلن الرئيس الفرنسي إيمانويل ماكرون عن إنشاء قطب جامعي ثان في باريس-ساكلي، والذي من شأنه أن يعيد تجميع مدارس الهندسة. أطلق على هذا القطب الجديد في البداية اسم "NewUni"، ثم أصبح معهد باريس متعدد التقنيات (البوليتكنيك) في فبراير 2019.
وانضمت المدرسة العليا للتجارة أيضًا إلى القطب الجامعي الجديد دون أن تصبح عضوًا. وقد تنضم مؤسسات أخرى للتعليم العالي أو البحث في المستقبل. تتعاون جامعة باريس ساكلي ومعهد البوليتكنيك في باريس في العديد من برامج الماجستير والدكتوراه
في 15 سبتمبر 2020، أسس المعهد بالاشتراك مع HEC Paris مركز أبحاث الذكاء الاصطناعي Hi! باريس.
في 15 يوليو 2024، انضمت مدرسة الجسور التقنية في باريس إلى المعهد.

## المنظمة

### المدارس العليا
يضم معهد البوليتكنيك في باريس ستمدارس عليا :
- مدرسة التقانات المتعددة (بوليتكنيك)
- إنستا باريس
- إنسا باري
- مدرسة الجسور التقنية في باريس
- مدرسة الاتصالات بباريس
- مدرسة الاتصالات بجنوب باريس

| الاسم                           | المؤسسة | المجال          | عدد الطلاب | حرم الجامعة                 |
| ------------------------------- | ------- | --------------- | ---------- | --------------------------- |
| المدرسة متعددة التقنيات (فرنسا) | 1794    | العلوم والهندسة | 2,316      | باريس-ساكلاي، باريس         |
| انستا باريس                     | 1741    | العلوم والهندسة | 897        | باريس-ساكلاي                |
| مدرسة إينسي باريس               | 1945    | العلوم والهندسة | 581        | باريس-ساكلاي                |
| مدرسة الجسور التقنية في باريس   | 1747    | العلوم والهندسة | 1,971      | شامب سور مارن               |
| تيليكوم باريس                   | 1878    | العلوم والهندسة | 1,360      | باريس-ساكلي                 |
| مدرسة الاتصالات بجنوب باريس     | 1979    | العلوم والهندسة | 822        | إيفري كوركورون، باريس ساكلي |

- مدرسة البوليتكنيك كما تبدو من البحيرة
- ساحة جانبية لمبنى مدرسة الاتصالات بباريس
- الساحة الرئيسية لمبنى مدرسة الاتصالات بباريس
- إنساي باريس
- إنساي باريس كما تبدو من الجنوب
- إنستا باريس
- مدرسة الجسور التقنية

### منظمات البحث
أنشأت المنظمات البحثية التالية مراكز بحثية داخل معهد البوليتكنيك في باريس. وستظل الموارد التي تساهم بها هذه المنظمات مستقلة إلى حد كبير عن المؤسسات الأعضاء الأخرى.
- هيئة الطاقة الذرية والبديلة الفرنسية (CEA)
- المركز الوطني الفرنسي للبحث العلمي (CNRS)
- المعهد الفرنسي للأبحاث في علوم الحاسب الآلي والأتمتة (Inria)
- (المعهد الفرنسي للصحة والبحوث الطبية (INSERM)
- معهد الدراسات العلمية العليا (معهد الدراسات العلمية المتقدمة)
- المعهد الوطني الفرنسي للعلوم الزراعية (INRA)
- المجلس الوطني للدراسات والبحوث الفضائية (ONERA)
- SOLEIL (مرفق السنكروترون الوطني)

- هيئة الطاقة الذرية والبديلة الفرنسية
- معهد الدراسات العلمية المتقدمة
- المعهد الفرنسي للأبحاث في علوم الحاسب الآلي والأتمتة
- SOLEILSOLEIL

## التصنيف الجامعي
في التصنيفات العالمية، احتل معهد البوليتكنيك في باريس المرتبة 38 بشكل عام والمرتبة 12 في قابلية توظيف الخريجين حسب تصنيف كيو إس للجامعات العالمية. وحلّ في المرتبة 71 حسب تصنيف تايمز للتعليم العالي، وفي المرتبة 301-400 حسب تصنيف شنغهاي الأكاديمي، وفي المرتبة 41 عالميًا حسب تصنيف CWUR.

## روابط خارجية
- الموقع الرسمي